# Comuna Bârgăuani, Neamț
Bârgăuani (în maghiară Bargován) este o comună în județul Neamț, Moldova, România, formată din satele Bahna Mare, Baratca, Bălănești, Bârgăuani (reședința), Breaza, Certieni, Chilia, Dârloaia, Ghelăiești, Hârtop, Homiceni, Talpa și Vlădiceni.

## Așezare
Comuna se află în centrul județului. Este străbătută de șoseaua națională DN15D, care leagă Piatra Neamț de Roman și Vaslui. La Baratca, acest drum se intersectează cu șoseaua județeană DJ155I, care o leagă spre nord de Tupilați, Păstrăveni, Urecheni, Petricani și Târgu Neamț (unde se termină în DN15C) și spre sud de Făurei, Secuieni și Români. Din DJ155I, la Bârgăuani se ramifică șoseaua județeană DJ208P, care duce spre nord-vest la Dragomirești. Tot din DJ155I, la Talpa se ramifică DJ157A, care duce spre est la Văleni și Dulcești (unde se termină în DN15D).

## Demografie
Componența etnică a comunei Bârgăuani
     Români (91,8%)
     Alte etnii (0,14%)
     Necunoscută (8,06%)
Componența confesională a comunei Bârgăuani
     Ortodocși (57,71%)
     Romano-catolici (33,75%)
     Alte religii (0,34%)
     Necunoscută (8,2%)
Conform recensământului efectuat în 2021, populația comunei Bârgăuani se ridică la 2.904 locuitori, în scădere față de recensământul anterior din 2011, când fuseseră înregistrați 3.505 locuitori. Majoritatea locuitorilor sunt români (91,8%), iar pentru 8,06% nu se cunoaște apartenența etnică. Din punct de vedere confesional, majoritatea locuitorilor sunt ortodocși (57,71%), cu o minoritate de romano-catolici (33,75%), iar pentru 8,2% nu se cunoaște apartenența confesională.

## Politică și administrație
Comuna Bârgăuani este administrată de un primar și un consiliu local compus din 13 consilieri. Primarul, Petrică Șchiopu[*], de la Partidul Social Democrat, este în funcție din 2008. Începând cu alegerile locale din 2024, consiliul local are următoarea componență pe partide politice:
|  | Partid                          | Consilieri | Componența Consiliului | Componența Consiliului | Componența Consiliului | Componența Consiliului | Componența Consiliului | Componența Consiliului | Componența Consiliului |
|  | ------------------------------- | ---------- | ---------------------- | ---------------------- | ---------------------- | ---------------------- | ---------------------- | ---------------------- | ---------------------- |
|  | Partidul Social Democrat        | 7          |                        |                        |                        |                        |                        |                        |                        |
|  | Partidul Național Liberal       | 4          |                        |                        |                        |                        |                        |                        |                        |
|  | Alianța pentru Unirea Românilor | 1          |                        |                        |                        |                        |                        |                        |                        |
|  | Partidul PRO România            | 1          |                        |                        |                        |                        |                        |                        |                        |

## Istorie
La sfârșitul secolului al XIX-lea, comuna făcea parte din plasa de Sus-Mijlocul a județului Neamț. La acea vreme, pe teritoriul actual al comunei, mai funcționa în aceeași plasă și comuna Talpa, formată din satele Chiliile, Crăești, Hlăpești, Homiceni, Negoești, Talpa și Tăietura, având în total 1810 locuitori. În comuna Talpa existau o școală mixtă, cinci biserici ortodoxe și una catolică.
Anuarul Socec din 1925 consemnează comunele în plasa Războieni a aceluiași județ. Comuna Bârgăoani avea 1560 de locuitori în satele Bârgăoani, Cartieni, Baratca și Breaza; comuna Talpa avea 2185 de locuitori în satele Arămoaia, Chilia, Crăești, Hlăpești, Homiceni și Talpa. Aceeași sursă consemnează și apariția comunei Bălănești, cu satele Bălănești, Ghelăești, Dărloaia, Vlădiceni, Itrinești și Hârtopu.
În 1950, comunele au fost transferate raionului Piatra Neamț din regiunea Bacău, iar comuna Talpa a fost în timp desființată, iar satele ei au trecut la comuna Bârgăuani. În 1968, comunele Bălănești și Bârgăuani au revenit la județul Neamț, reînființat; tot atunci a fost desființată și comuna Bălănești, satele ei trecând la comuna Bârgăuani.

## Monumente istorice
Șapte obiective din comuna Bârgăuani sunt incluse în lista monumentelor istorice din județul Neamț ca monumente de interes local. Șase dintre ele sunt situri arheologice: situl de pe „Dealul Coșăriei”, la nord-vest de școala generală din Bârgăuani, cuprinde așezări din neolitic și din Epoca Bronzului; situl de pe „Dealul Nedeea” (lângă Ghelăiești) cuprinde vestigii din eneolitic (cultura Cucuteni); situl de „la Biserică” din același sat conține o așezare din secolele al II-lea–I î.e.n. și o necropolă din secolele al XV-lea–al XVIII-lea; situl din „Dealul Davidului” (lângă Homiceni) conține așezări din secolele al II-lea–al III-lea e.n., secolele al V-lea–al VI-lea (epoca migrațiilor) și secolele al XV-lea–al XVI-lea; la „Bâtca-Vlădiceni” (satul Vlădiceni) se găsește o necropolă din secolele al V-lea–al VI-lea; tot la Vlădiceni se află și situl de „la Cânechiște”, cu așezări din secolele al II-lea–al III-lea e.n. și al VI-lea–al VII-lea. Obeliscul eroilor din Războiul Ruso-Turc din 1877–1878, ridicat în 1913 pe marginea șoselei naționale DN15D la Baratca, este clasificat ca monument memorial sau funerar.

## Vezi și
- Biserica Adormirea Maicii Domnului din Bălănești
- Pădurea și Lacul Mărgineni (sit de importanță comunitară)